# 錫菲號導彈驅逐艦
錫菲號飛彈驅逐艦（英語：HMS Sheffield），為英國皇家海軍42型驅逐艦的首艦，其艦名來自約克郡城市錫菲，亦是第二艘採用該名的英國軍艦。此艦於1982年福克蘭戰爭中，被阿根廷海軍航空兵發射飛魚反艦飛彈擊沉。

## 設計
是英國三艘"42型"級的首艦，雪菲爾最初在煙囪頂部裝有"怪異"形似米老鼠耳朵的兩個廢氣導向裝置，將其勞斯萊斯Rolls-Royce Marine Olympus TM3B 燃氣發動機所產生高溫排氣導向兩側，以最大程度避免對上方空域產生影響，成為紅外線導向飛彈的目標。雪菲爾號是該級艦中唯一沒有裝設STWS II三聯裝反潛魚雷管的艦艇。 

## 建造
1968年11月，英國皇家海軍正式向英國國內三家造船廠，分批訂購14艘42型驅逐艦，當中此艦由維克斯-阿姆斯特朗造船公司負責建造。及後，此艦於兩年後安放龍骨。
在1971年5月4日，正在分段建造的「錫菲號」發生爆炸，導致船身受損，兩名工人亦當場殉職。因此，當時造船廠決定將同級、由阿根廷訂購的「大力神號」一個準備組裝的分段，移植至此艦的受損部分。
同年6月10日，「錫菲號」由英女皇伊利沙伯二世主持下水典禮。估計當時造價約 2320 萬英鎊。
雪菲爾號是該級艦的首艦，第一年用於新系統與海鏢飛彈系統的測試，特別是做為海鏢系統的測試艦。1980年雪菲爾號達到實戰能力。80年代初進行後續改裝，改善控制海鏢飛彈與尋標的艦載909型雷達的一些設計問題。但本艦缺乏電子戰反制干擾能力。

## 服役史
此艦於1975年2月16日正式入役，並命名為「錫菲號」，成為同級驅逐艦的首艦。因此，42型驅逐艦又名為「錫菲級飛彈驅逐艦」。
其後，此艦於1981-82年間，分別於印度洋、波斯灣及大西洋等地，參與過數場軍事演習和巡邏行動。而在1982年1月停靠肯亞蒙巴薩進行檢修期間，「錫菲號」首次進行艦長輪替。然而，新任艦長J.F.T.G.薩爾特上校被指缺乏指揮防空及海防經驗，成為此艦日後被擊沉的遠因之一。

### 參與福克蘭戰爭及被擊沉

#### 出戰
隨著阿根廷艦隊於1982年4月2日凌晨攻佔福克蘭群島（下稱「福島」），「錫菲號」隨即參戰，並與同級的「格拉斯哥號」、「高雲地利號」驅逐艦，另加兩艘巡防艦及一艘補給艦，於同年5月1日抵達福島附近水域，並加入特設的「317特遣艦隊」。為與阿軍的同級艦「大力神號」與「聖三一號」區分敵我，此艦在內的三艘42型驅逐艦均在煙囪位置塗上黑線，並在艦橋上塗上英國國旗花紋。
而在作戰期間，「錫菲號」於英國艦隊中擔當雷達哨戒艦，並部署於一眾軍艦的最前方。

#### 被阿軍擊沉
5月4日早上7時50分，阿根廷海軍航空兵的P-2海王星巡邏機開始跟蹤此艦，並於近一小時後鎖定位置。及後，阿軍隨即自大火地島里奧格蘭德派出兩架超級軍旗攻擊機。在同日早上10時接受KC-130加油機的空中加油後，兩機隨即低飛並準備進行攻擊，最終於11時04分向「錫菲號」發射兩枚飛魚反艦飛彈，其中一枚成功命中此艦右舷，並貫穿船身中部。
與此同時，此艦的965型雷達由於技術限制，並未能偵測到上述兩機，要由後方的「格拉斯哥號」才成功鎖定敵機，並通報艦隊。惟「無敵號」航母指揮所基於驅逐艦誤報空襲的前科，對此未有理會，使此艦需要獨自應付兩機的威脅。
由於有人擅自使用艦上的衛星電話，導致「格拉斯哥號」的警報無法傳達，加上艦橋官兵在下級看見導彈蹤跡後的不作為，此艦最終仍被阿軍導彈擊中。
該導彈雖然未能引爆，但由於此艦機房及內部設備（包括消防系統）均被擊穿，加上殘餘的固態推進劑點燃油缸及機房內的潤滑油，最後仍引發嚴重大火，導致全船失去動力，並造成20死26傷。約四小時後，全艦倖存官兵棄船逃生，並由同一艦隊的英軍巡防艦救起；至於被放棄的「錫菲號」，則由「雅茅斯號」巡防艦拖往南佐治亞及南三文治群島，但在六日後仍告沉沒，成為第二次世界大戰結束後，首艘被擊沉的英國軍艦。

## 事後

### 國防部進行調查
事發約一個月後，英國國防部隨即於同年6月7日就「錫菲號」被擊沉一事，召開調查委員會，並於同月月尾得出調查結果。在報告書中，指出此艦在損管、訓練、設備等各方面均出現重大缺失，並沒有充足準備防範敵軍來襲，乃導致此艦沉沒的主要因素。此外，艦上兩名負責作戰的軍官，亦被指在此事件上不作為，但最後兩人僅需接受軍中紀律處分，無須負上刑責；至於在艦身中彈時休班的艦長，報告則指他在此事上並無過錯。
上述調查及相關結果一直保密，直至一群前皇家海軍官兵於2006年循《資訊自由法》途徑爭取下，調查報告書摘要才首次公開。其後，報告書全文亦於2017年公開。

### 火災
雪菲爾號的沉沒有時被歸咎於艦橋結構整體或部分採用鋁鎂合金，而其熔點或燃點低於鋼材。然而這並非事實，因為雪菲爾號的艦橋整個是鋼構。這個誤解與美國與英國海軍在1970年代經歷USS Belknap與HMS Amazon等艦隻曾發生的火災之後，全面放棄鋁合金結構有關。 採用鋁合金艦橋的21型級的巡防艦 HMS Antelope與HMS Ardent的沉沒可能誤導了這樣的認知。但這也是錯誤的認識，因為採用鋁合金與其沉沒並無任何關係。
雪菲爾號及其它艦隻發生火災引起的損失改變了英軍水手穿戴的尼龍與合成纖維布料。這些合成纖維在火災時發生融化造成的灼傷，比使用非合成纖維布料更嚴重。

### 殘骸處置
「錫菲號」被擊沉後四年，英國政府訂立《1986年戰爭遺址保護法》，當中此艦於海底的殘骸，亦獲評定為該法例下的「受保護地區」。

### 相關參考書籍
- Smith, Gordon. . Lulu.com. 2006. ISBN 1-84753-950-5.
- Gardiner, Robert (toim.). . Conway Maritime Press. 1995. ISBN 0-85177-605-1 （英语）.
- Middlebrook, Martin. . Pen & Sword Military. 2012. ISBN 978-1-84884-636-4 （英语）.
- Martini, Héctor A. . Departamento de Estudios Históricos Navales. 1992 （西班牙语）.